# Myriangiales
Ordre
L’ordre des Myriangiales est un ordre de champignons de la classe des Dothideomycetes.

## Liste des familles
Selon BioLib (30 octobre 2018) :
- famille des Cookellaceae
- famille des Elsinoaceae
- famille des Myriangiaceae
- genre Endosporium Tsuneda

Selon Catalogue of Life (30 octobre 2018) :
- famille des Elsinoaceae
- famille des Myriangiaceae
- incertae sedis

Selon ITIS (30 octobre 2018) :
- famille des Cookellaceae Höhn. ex Sacc. & Trotter, 1913
- famille des Elsinoaceae Höhn. ex Sacc. & Trotter, 1913
- famille des Myriangiaceae Nyl., 1854